# Вольдемар фон Гроте
Барон Вольдемар фон Гроте (нім. Woldemar Freiherr von Grote; 2 липня 1877, Трендельбург — 16 квітня 1957, Брауншвейг) — німецький воєначальник, генерал-лейтенант вермахту.

## Біографія
Син старшого судового пристава і лейтенанта ландверу барона Августа фон Гроте і його дружини Ідаліни, уродженої фон Ранцау. 9 березня 1895 року вступив в Прусську армію. Учасник Першої світової війни. Після демобілізації армії залишений в рейхсвері. 31 січня 1931 року вийшов у відставку. З 1 січня 1932 по 1 липня 1934 року — секретар районного відділу Німецького Червоного Хреста в Касселі.
1 жовтня 1934 року повернувся в армію і був призначений інспектором поповнення в Касселі. З 1 грудня 1934 року — директор призовного управління в Гіссені, з 1 червня 1935 року — в Дармштадті. З 1 квітня 1939 року — комендант військового району Дармштадта. З 6 жовтня 1936 року — командувач частинами ландверу в Берліні. З 26 серпня 1939 року — командир 218-ї піхотної дивізії. Учасник Польської і Французької кампаній. 1 січня 1942 року відправлений в резерв ОКГ. 31 серпня 1942 року звільнений у відставку. В той же день переданий в розпорядження вермахту, проте більше не отримав призначень.

## Сім'я
5 квітня 1906 року одружився з баронесою Едіт фон Фершюр. В пари народись 4 дітей — Гудела (7 лютого 1907), Ернст-Август (2 лютого 1908) і Гергард (22 липня 1910). В 1928 році зятем Гроте став оберлейтенант запасу Фрідріх-Карл фон Штайнкеллер, майбутній генерал-майор вермахту і кавалер Лицарського хреста Залізного хреста.

## Звання
- Фанен-юнкер (9 березня 1895)
- Фенріх (18 жовтня 1896)
- Лейтенант (1 січня 1899)
- Оберлейтенант (13 вересня 1906)
- Ротмістр (18 жовтня 1911)
- Майор (22 березня 1918)
- Оберстлейтенант (18 грудня 1923)
- Оберст (1 листопада 1928)
- Генерал-майор запасу (31 січня 1931)
- Генерал-майор (1 жовтня 1937)
- Генерал-лейтенант (1 листопада 1939)

## Нагороди
- Столітня медаль
- Залізний хрест 2-го і 1-го класу
- Орден «За військові заслуги» (Баварія) 4-го класу з мечами
- Ганзейський Хрест (Гамбург)
- Орден «За заслуги» (Вальдек) 4-го класу з мечами
- Королівський орден дому Гогенцоллернів, лицарський хрест з мечами
- Нагрудний знак «За поранення» в чорному
- Хрест «За вислугу років» (Пруссія) (1920)
- Орден Святого Йоанна (Бранденбург), лицар справедливості
- Почесний хрест ветерана війни з мечами
- Медаль «За вислугу років у Вермахті» 4-го, 3-го, 2-го, 1-го і особливого класу (40 років)
- Застібка до Залізного хреста 2-го і 1-го класу